# Chryzopraz

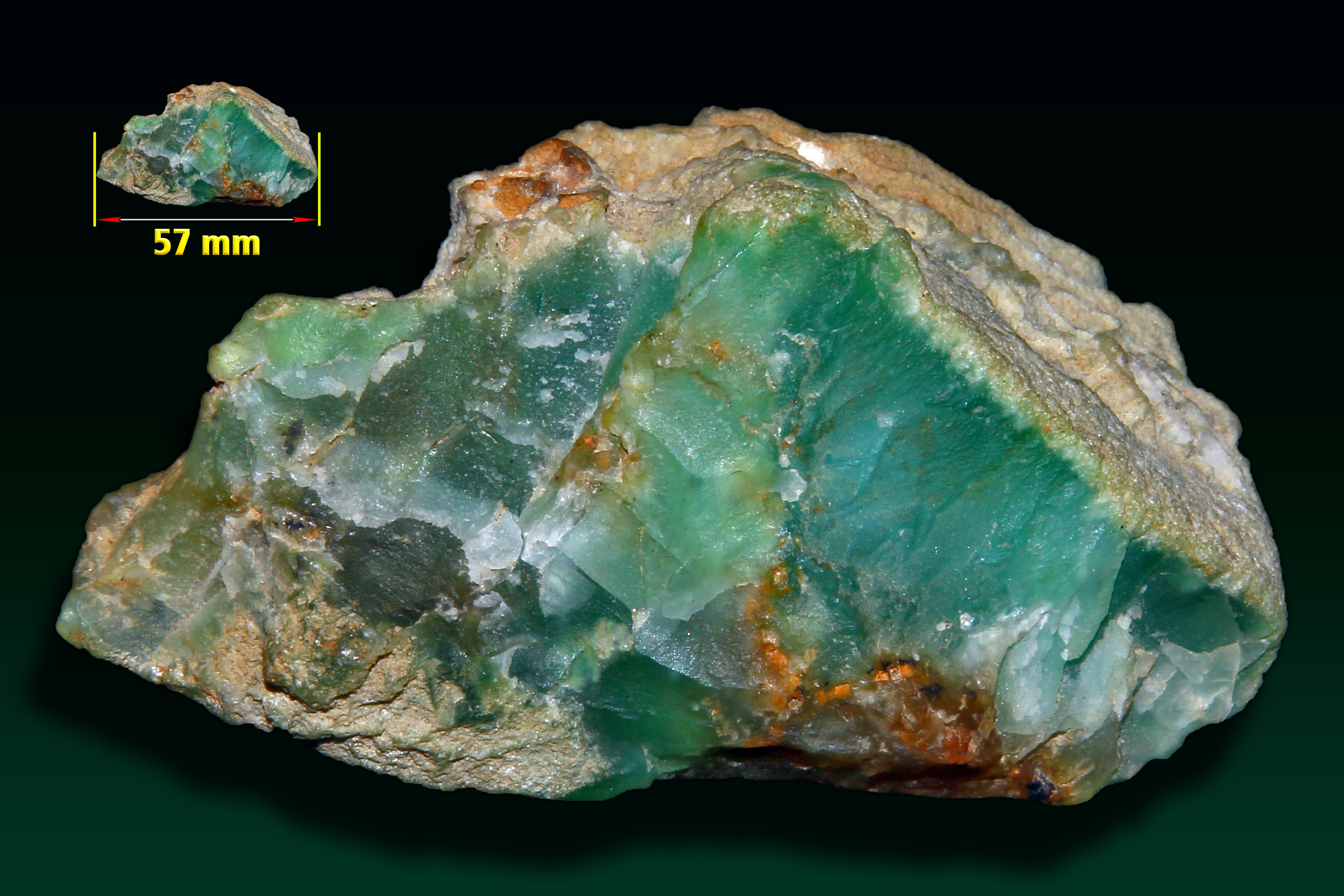
Chryzopraz - Szklary, Dolny Śląsk, Polska.

Chryzopraz, prazer – przeświecający, soczyście zielony minerał, cenna odmiana chalcedonu. Nazwa pochodzenia greckiego, wynikająca z połączenia słów chrysos – złoto i prasinos – zielonkawy.
Barwa wywołana jest domieszką niklu. Ulega ona zmianie (wyblaknięciu) podczas ogrzewania lub długotrwałego naświetlenia promieniami słonecznymi.

## Występowanie
Niklonośne strefy wietrzenia skał ultrazasadowych, ilość eksploatowanych złóż niewielka. Towarzyszą mu najczęściej kwarc, pimelit, chalcedon, opal oraz hematyt.
Miejsca występowania: głównie Australia (złoże Marlborough Creek), Rosja (na Uralu okolice Jekaterynburga), USA (Kalifornia i Oregon tzw. Góry Niklowe), Brazylia, Madagaskar, RPA, Indie.
W Polsce – Dolny Śląsk (w okolicy miejscowości Ząbkowice Śląskie, Koźmice, Tomice, Grochowa, Szklary) oraz Wiry k. Sobótki.

## Zastosowanie
Ulubiony kamień Egipcjan, Greków, Rzymian, często oprawiany łącznie z lazurytem. Obecnie nadal chętnie stosowany w jubilerstwie, również do wyrobu cennej biżuterii, a także w atrakcyjnym połączeniu z drobnymi diamentami. Poszukiwane są kamienie niespękane, o intensywnej barwie zielonej. Często szlifuje się go w owalne płytki przeznaczone do broszek i kolczyków albo na koraliki.